# Beas de Segura
Beas de Segura is een gemeente in de Spaanse provincie Jaén in de regio Andalusië met een oppervlakte van 160 km². In 2001 telde Beas de Segura 5620 inwoners.

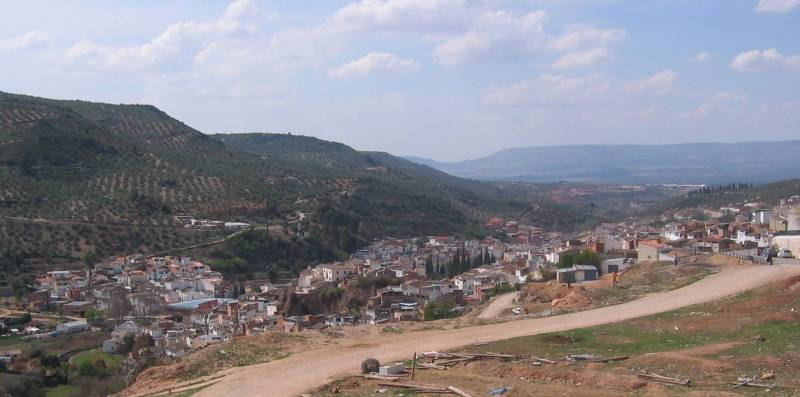
Gezicht op Beas de Segura

## Demografische ontwikkeling
Bron: INE, 1857-2011: volkstellingen
Opm.: In 2001 werd Arroyo del Ojanco een zelfstandige gemeente